# Drzewo licznikowe
Drzewo licznikowe - jest strukturą danych używaną w informatyce - zrównoważonym, statycznym drzewem binarnym w którym dla każdego elementu pewnego zbioru Z, przechowywane są sumy wartości jego potomków. Liście, jako bezpotomkowe wierzchołki, są zbiorem właściwych wartości przechowywanych w strukturze danych. Ich reprezentacją jest wartość T[c+i] = 1 gdy istnieje wartość i w zbiorze Z, gdzie c jest numerem najbardziej wysuniętego na lewo liścia.